# Закон Божий (дисциплина)
Зако́н Бо́жий — религиозно-ориентированная учебная дисциплина в системе начального и среднего образования в разных странах. В курсе этой дисциплины изучались и изучаются основы вероучения (как правило, для религий, которые исповедует большинство или значительное меньшинство населения этих стран).

## История

### В Российской империи
В Российской империи была обязательной для всех учащихся православного вероисповедания начальной и средней школы. Преподаватель Закона Божия (как правило священник) назывался законоучителем.

### В Советской России и СССР
После Октябрьской революции в декабре 1917 года был опубликован приказ наркома общественного призрения А. М. Коллонтай, который придал этой дисциплине в подведомственных наркомату учебных заведениях факультативный характер, установив, что «никакого принуждения в посещении уроков Закона Божия больше допущено быть не может».
В СССР, в связи с открыто декларируемой атеистической идеологией, преподавание этой дисциплины было запрещено, хотя находились священники, преподавшие этот предмет тайком.

## В современной России
После распада СССР этот предмет стал преподаваться в массово открывавшихся при православных храмах воскресных школах. Время от времени звучали предложения ввести преподавание этого предмета в общеобразовательных школах как факультативный. Но всякий раз это вызывало критику, и подобный проект нигде в России реализован не был.
В 2010—2012 годы в России был введён курс Основ религиозных культур и светской этики, в рамках которого предусмотрен модуль «Основы православной культуры». По мнению некоторых критиков[кого?], учебные предметы «Основы православной культуры» и «Основы ислама» носят характер «Закона Божия». Сторонники преподавания этих предметов в России, как правило, оспаривают это, говоря о их светском и культурологическом характере.

## Учебники
«Закон Божий» — классический учебник протоиерея Серафима Слободского для наставления в православной вере. До сих пор ни один учебник по Закону Божию не имеет такой популярности, как эта книга, написанная ещё в 1957 году для русской эмиграции в Америке. С начала 1990-х годов он многократно переиздавался в странах СНГ.
При поступлении во многие семинарии РПЦ от абитуриентов на вступительном экзамене требуется показать свои знания основ православного вероучения, полученные при внимательном прочтении этой книги.